# Intralichen christiansenii
Intralichen christiansenii är en lavart som först beskrevs av David Leslie Hawksworth, och fick sitt nu gällande namn av D. Hawksw. & M.S. Cole 2002. Intralichen christiansenii ingår i släktet Intralichen, divisionen sporsäcksvampar och riket svampar.  Arten är reproducerande i Sverige. Inga underarter finns listade i Catalogue of Life.